# Titiotus shantzi
Titiotus shantzi is een spinnensoort uit de familie Tengellidae. De soort komt voor in de Verenigde Staten.